# サミー・ワトキンス
サミュエル・ベンジャミン・ワトキンス4世（Samuel Benjamin Watkins IV、1993年6月14日 - ）は、アメリカ合衆国フロリダ州フォートマイヤーズ出身のプロアメリカンフットボール選手。ポジションはワイドレシーバー。現在フリーエージェント。

## 経歴

### プロ入り後
| 身長                        | 体重           | 腕 の 長 さ   | 手 の 大 き さ   | 40Yrd ダ ッ シ ュ | 10Yrd ス プ リ ッ ト | 20Yrd ス プ リ ッ ト | 20Yrd シ ャ ト ル | 3 コ 丨 ン ド リ ル | 垂 直 跳 び   | 立 ち 幅 跳 び      | ベ ン チ プ レ ス |
| --------------------------- | -------------- | ------------- | ---------------- | ----------------- | -------------------- | -------------------- | ----------------- | ------------------- | ------------- | ------------------- | ----------------- |
| 6 ft 0+3⁄4 in (185 cm)      | 211 lb (96 kg) | 32 in (81 cm) | 9+5⁄8 in (24 cm) | 4.43 s            | 1.54 s               | 2.52 s               | 4.34 s            | 6.95 s              | 34 in (86 cm) | 10 ft 6 in (3.20 m) | 16 回             |
| All values from NFL Combine |                |               |                  |                   |                      |                      |                   |                     |               |                     |                   |

### バッファロー・ビルズ

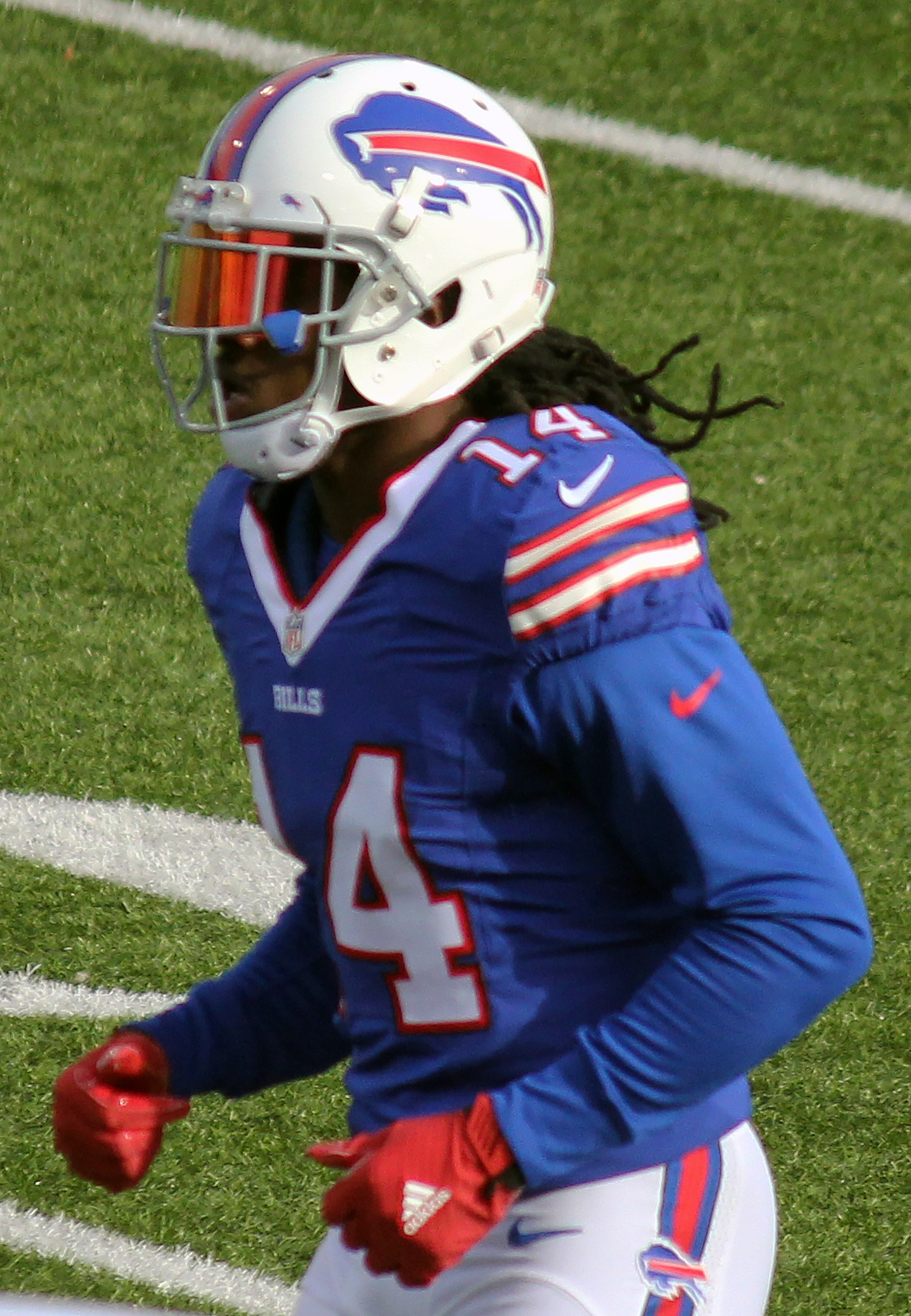
ビルズ時代(2015年)

2014年のNFLドラフトで、バッファロー・ビルズに1巡目4位で指名された。彼の指名をするため、ビルズはトレードアップを行い、2014年の1巡9位、2015年の1巡目と4巡目の3つの指名権をクリーブランド・ブラウンズと交換した。ビルズが1巡目で指名したワイドレシーバーとしては2004年のリー・エバンス以来で、ドラフトで指名されたワイドレシーバーとしては2011年のA・J・グリーン以来の早さで指名された。
第2週のマイアミ・ドルフィンズ戦にてQBE・J・マニュエルのパスをレシーブし、初タッチダウンを挙げた。第7週のミネソタ・バイキングス戦では試合時間残り1秒で同点タッチダウンを記録した。エクストラポイントも決まりチームの17-16での勝利に貢献した。このシーズンは65回レシーブ、982ヤードという成績であった。
2015年、シーズン前半戦は怪我の影響もあり苦戦していたが、後半戦は復調し、最終的に60回レシーブ・1,047ヤード・レシーブタッチダウン9回を記録した。
2016年は怪我の影響し、8試合の出場に留まった。このオフに5年目オプションの破棄により2017年オフにFAとなることとなった。

### ロサンゼルス・ラムズ
2017年8月11日、2018年ドラフト6巡目指名権とともに、E・J・ゲインズと2018年ドラフト2巡目指名権との交換で、バッファロー・ビルズからロサンゼルス・ラムズにトレードされた。
2017年9月10日、ラムズのデビュー戦であるインディアナポリス・コルツとの開幕戦で5レシーブ、58ヤードを記録した。 第3週のサンフランシスコ・49ers戦では、106ヤードのシーズン初の見事なタッチダウンキャッチを記録した。 第9週、ニューヨーク・ジャイアンツ戦で、QBジャレッド・ゴフからのシーズン最長の67ヤードのレシーブをし、タッチダウンを記録した。このシーズン、合計39レシーブで593ヤード、8回のタッチダウンで2017年のシーズンを終えた 。

### カンザスシティ・チーフス
2018年3月15日、カンザスシティ・チーフスと3年4800万ドルの契約を結んだ。このシーズンはパスレシーブ40回・519ヤード・3タッチダウンという成績であった。
2019年、シーズン開幕戦のジャクソンビル・ジャガーズ戦ではオープニングドライブからレジービングタッチダウンを挙げるなど3タッチダウンを記録し、チームも40-26で勝利した。このシーズンはパスレシーブ52回で673ヤードという成績であった。
チームは地区優勝を果たし、ポストシーズンに進出した。テネシー・タイタンズと対戦したAFCチャンピオンシップゲームではタッチダウンを挙げる活躍をみせ、チームも35-24で勝利した。サンフランシスコ・フォーティナイナーズと対戦した第54回スーパーボウルでは決勝点につながる38ヤードのパスレシーブをみせ、チームの優勝に貢献した。
2020年シーズンはレシーブ37回・421ヤード獲得という成績であった。オフに3年契約が満了となった。

### ボルチモア・レイブンズ
2021年3月26日、ボルチモア・レイブンズと1年600万ドルの契約を結んだ。しかしこのシーズンはキャッチ27回、394ヤード、タッチダウン1回という成績にとどまり、これらはいずれもキャリア最低の成績だった。

### グリーンベイ・パッカーズ
2022年4月14日、グリーンベイ・パッカーズと1年400万ドルの契約を結んだ。しかし、ハムストリングを負傷した影響もあり、出場9試合でキャッチ13回・206ヤードという成績に留まった。12月19日にリリースされ、ウェイバーにかけられた。

### レイブンズ復帰
2022年12月20日、レイブンズが獲得を表明し、1年で古巣に復帰することとなった。

## 詳細情報

### 年度別成績

#### レギュラーシーズン
| 年度    | チーム  | 試合 | 試合 | レシーブ | レシーブ | レシーブ       | レシーブ       | レシーブ | ファンブル | ファンブル |
| 年度    | チーム  | 出場 | 先発 | レシーブ | 獲ヤード | 平均獲得ヤード | 最長獲得ヤード | TD       | ファンブル | ロスト     |
| ------- | ------- | ---- | ---- | -------- | -------- | -------------- | -------------- | -------- | ---------- | ---------- |
| 2014    | BUF     | 16   | 16   | 65       | 982      | 15.1           | 84             | 6        | 1          | 1          |
| 2015    | BUF     | 13   | 13   | 60       | 1,047    | 17.5           | 63             | 9        | 0          | 0          |
| 2016    | BUF     | 8    | 8    | 28       | 430      | 15.4           | 62             | 2        | 0          | 0          |
| 2017    | LAR     | 15   | 14   | 39       | 593      | 15.2           | 67T            | 8        | 0          | 0          |
| 2018    | KC      | 10   | 9    | 40       | 519      | 13.0           | 50             | 3        | 1          | 0          |
| 2019    | KC      | 14   | 13   | 52       | 673      | 12.9           | 68T            | 3        | 2          | 1          |
| 2020    | KC      | 10   | 9    | 37       | 421      | 11.4           | 37             | 2        | 1          | 1          |
| 2021    | BAL     | 13   | 9    | 27       | 394      | 14.6           | 49             | 1        | 1          | 1          |
| 2022    | GB      | 9    | 3    | 13       | 206      | 15.8           | 55             | 0        | 0          | 0          |
| 2022    | BAL     | 3    | 2    | 3        | 119      | 39.7           | 47             | 0        | 1          | 1          |
| NFL:9年 | NFL:9年 | 111  | 96   | 364      | 5,384    | 14.8           | 84             | 34       | 7          | 5          |

#### ポストシーズン
| 年度    | チーム  | 試合 | 試合 | レシーブ | レシーブ | レシーブ       | レシーブ       | レシーブ | ファンブル | ファンブル |
| 年度    | チーム  | 出場 | 先発 | レシーブ | 獲ヤード | 平均獲得ヤード | 最長獲得ヤード | TD       | ファンブル | ロスト     |
| ------- | ------- | ---- | ---- | -------- | -------- | -------------- | -------------- | -------- | ---------- | ---------- |
| 2017    | LAR     | 1    | 1    | 1        | 23       | 23.0           | 23             | 0        | 0          | 0          |
| 2018    | KC      | 2    | 2    | 10       | 176      | 17.6           | 54             | 0        | 1          | 1          |
| 2019    | KC      | 3    | 3    | 14       | 288      | 20.6           | 60             | 1        | 0          | 0          |
| 2020    | KC      | 1    | 0    | 1        | 13       | 13.0           | 13             | 0        | 0          | 0          |
| 2022    | BAL     | 1    | 1    | 1        | 12       | 12.0           | 12             | 0        | 0          | 0          |
| NFL:5年 | NFL:5年 | 8    | 7    | 27       | 512      | 19.0           | 60             | 1        | 1          | 1          |

## 人物
プレドラフト時のインタビューでは、好きなチームは子供の頃からバッファロー・ビルズだと発言している。